# 梅津龍屬
梅津龍屬（學名：Mesenosaurus）是已滅絕合弓綱的一屬，屬於盤龍目的蜥代龍科。目前已經發現數個標本，身長約40公分，發現於俄羅斯的阿爾漢格爾斯克州，生存年代為二疊紀早期。梅津龍的屬名意為「梅津河的蜥蜴」。